# Gueórguiyevskoye (Adiguesia)
Gueórguiyevskoye (del ruso: Гео́ргиевское) es un pueblo (seló) del raión de Guiaguínskaya en la república de Adiguesia de Rusia. Está situado 30 km al este de Guiaguínskaya y 30 km al nordeste de Maikop, la capital de la república. Tenía 220 habitantes en 2023
Pertenece al municipio de Serguíyevskoye.